# Hansenomysis spenceri
Hansenomysis spenceri är en kräftdjursart som beskrevs av Mihai Bacescu 1971. Hansenomysis spenceri ingår i släktet Hansenomysis och familjen Petalophthalmidae. Inga underarter finns listade i Catalogue of Life.